# François Donker Curtius
François Cornelis Donker Curtius (Dordrecht, 27 november 1805 - Den Haag, 13 juni 1888) was een Nederlands jurist en raadsheer in de Hoge Raad der Nederlanden.
Donker Curtius werd geboren te Dordrecht als zoon van mr. Willem Boudewijn Donker Curtius van Tienhoven (1778-1858), advocaat te Dordrecht en later president van de Hoge Raad. Hij studeerde rechten aan de Universiteit Utrecht waar hij op 2 februari 1828 promoveerde op De navium exercitoribus. Na zijn studie werd hij advocaat te Den Haag. Hij trouwde op 21 december 1849 te Utrecht met Margaretha Hoff.
Op 15 september 1866 stuurde de Hoge Raad een aanbeveling voor benoeming tot raadsheer naar de Tweede Kamer, ter vervulling van een vacature die was ontstaan door het pensioen van Gillis van IJsselsteyn. Eerste op de vacature was J.F. Pringle, procureur-generaal bij het Hof van Gelderland; Donker Curtius stond op de vierde plaats. De Tweede Kamer plaatste op de voordracht A. de Vries, raadsheer bij het Hof van Noord-Holland, als eerste en Donker Curtius als tweede. De Vries wilde om gewichtige redenen niet in aanmerking komen en de benoeming ging op 20 december 1866 naar Donker Curtius. Op 1 september 1886 werd hij op eigen verzoek ontslagen. Hij overleed enige jaren later in zijn woonplaats Den Haag.